# Рапас, Ола
Ола Рапас (швед. Ola Rapace, при рождении Пер Ола Норелль (Pär Ola Norell), род. 3 декабря 1971, Тюресё, Стокгольм) — шведский актёр.

## Биография
Ола Рапас родился 3 декабря 1971 года и вырос преимущественно во Валлентуне, районе Стокгольма, где проживает средний класс. Когда ему исполнился год, его родители развелись, и он остался с отцом. В детстве он играл в футбол и слушал метал.
Изучая философию в университете Монпелье во Франции, он открыл для себя драматическое искусство и решил стать актёром. Рапас бегло говорит на французском.
В 2001 году он женился на актрисе Нуми Норен. При вступлении в брак пара решила взять фамилию Рапас, что означает «хищная птица» на французском языке. В 2003 году у них родился сын Лев, которого назвали в честь Льва Яшина. Идея назвать своего сына таким именем принадлежала Ола, и он долго выбирал между Владом и Львом. Пара прожила вместе 10 лет, а осенью 2010 года подала на развод, который был оформлен в 2011 году. У Рапаса также есть дочь Лина (род. 1999) от предыдущих отношений.

## Избранная фильмография
- Вместе (фильм, 2000)
- Валландер (телесериал, 2005—2006)
- По ту сторону (фильм, 2010)
- 007: Координаты «Скайфолл» (фильм, 2012)
- Валериан и город тысячи планет (фильм, 2017)
- Последнее королевство (телесериал, 2018)